# Wolfgang Stumph

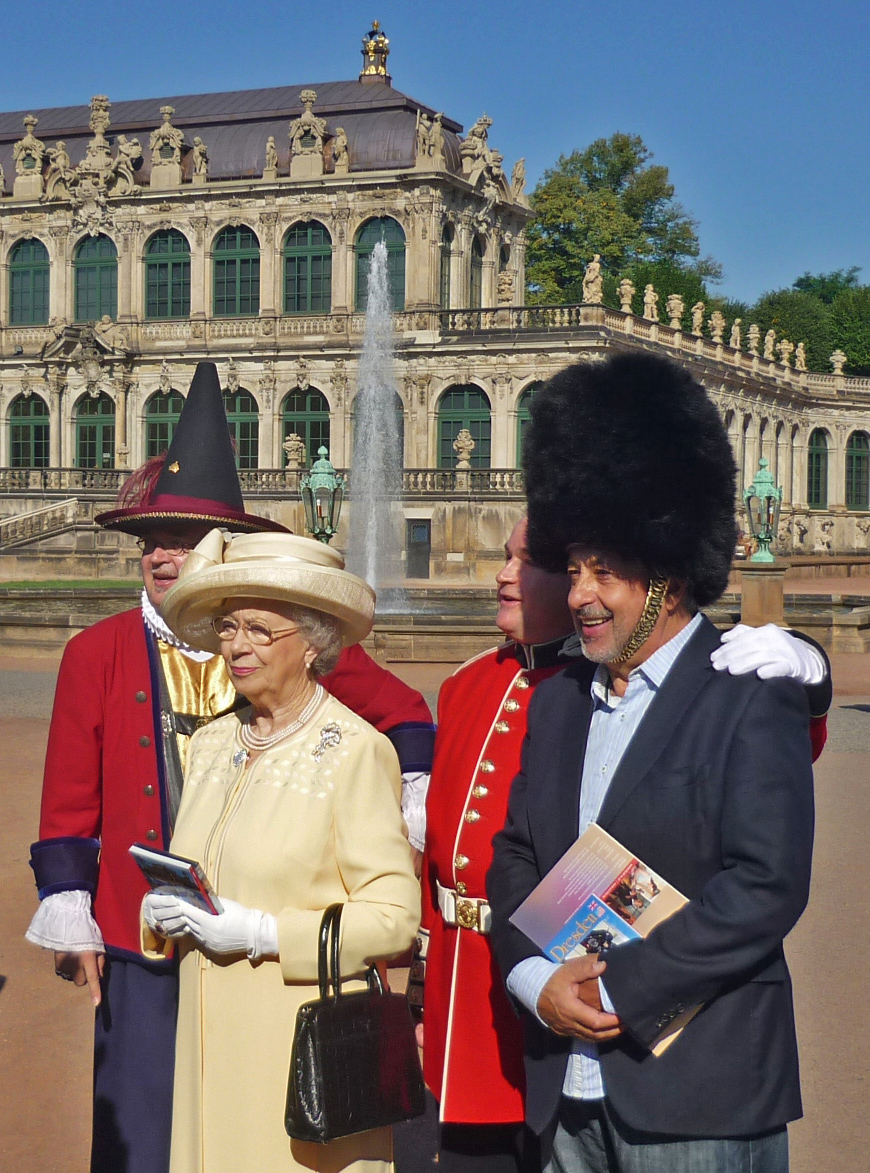
Wolfgang Stumph

Wolfgang Stumph (n. 31 ianuarie 1946 în Wünschelburg (Radków), Silezia) este un actor și cabaretist german.

## Date biografice
După promovarea dramaturgiei la o școală de stat din RDG, el mai a mai absolvit și la un institut pedagogic. În final Wolfgang Stumph, se hotărăște pentru teatrul de cabaret "Hercule" din Dresda, unde prin expresii subtile ironizează sistemul totalitar comunist. Pe al sfârșitul anilor 1980 apare sub porecla "Stumpi" în emisiuni comice TV. Din viața lui privată, Wolfgang Stumph este căsătorit are doi copii și trăiește cu familia în Dresda. El este angajat într-o acțiune de ajutorare a copiilor bolnavi de cancer.

## Filmografie

### Filme
- 1991: Go Trabi Go – Die Sachsen kommen
- 1992: Go Trabi Go 2 – Das war der wilde Osten
- 1992: Ein Fall für TKKG: Drachenauge
- 1995: Theaterdonner (ARD)
- 1998: Bis zum Horizont und weiter (To the Horizon and Beyond)
- 2001: Ein Stück vom Glück (ARD)
- 2002: Ein Sack voll Geld (ARD)
- 2002: Heimatfilm!
- 2003: Oskar der Klomann (ZDF)
- 2004: Derrick – Die Pflicht ruft, film anime, dublaj Dr. Zark
- 2003: Der Job seines Lebens (ARD)
- 2004: Der Job seines Lebens 2 (ARD)
- 2004: Das Schwalbennest (ZDF)
- 2004: Das Blaue Wunder (ZDF)
- 2006: Dresden (Kino/ZDF)
- 2006: Eine Liebe in Königsberg (ZDF)
- 2006: Beim nächsten Kind wird alles anders (ZDF)
- 2007: Heimweh nach Drüben (ARD)
- 2007: Keinohrhasen
- 2008: Im Meer der Lügen (Zweiteiler) (ARD)
- 2008: Stürmische Zeiten (ZDF)
- 2008: 30 Tage Angst (ZDF)
- 2009: Salami Aleikum
- 2009: Romeo und Jutta (ARD)
- 2011: Stilles Tal (MDR/ARTE)

### Seriale
- 1993–1996: Salto Postale (24 Folgen im ZDF)
- seit 1995: Stubbe – Von Fall zu Fall (ZDF)
- 1998: Die Geliebte (ZDF)
- 1998–2001: Salto Kommunale (26 Folgen im ZDF)
- 2006: Salto Speziale (3 Folgen, ZDF; Salto Speziale wurde zu Ehren Wolfgangs Stumphs 60. Geburtstag, Christel Peters 90. Geburtstag und zum 10-jährigen Ende der Sendung Salto Postale 2006 gesendet.)

## Distincții
- 1991: Deutscher Filmpreis
- 1995: Telestar
- 1996: Goldene Henne
- 1999: Premio Bacco
- 1999: Goldene Henne
- 2003: Goldene Henne
- 2004: Krimi des Jahres
- 2004: Bayerischer Fernsehpreis
- 2004: Münchhausen-Preis
- 2005: Till-Eulenspiegel-Satirepreis
- 2009: Goldene Henne